# Дејтон (Вашингтон)
Дејтон (енгл. Dayton) град је у америчкој савезној држави Вашингтон. По попису становништва из 2010. у њему је живело 2.526 становника.

## Демографија
Према попису становништва из 2010. у граду је живело 2.526 становника, што је 129 (4,9%) становника мање него 2000. године.
| Група             | 2000.         | 2010.         |
| Белци             | 2.351 (88,5%) | 2.219 (87,8%) |
| Афроамериканци    | 8 (0,3%)      | 9 (0,4%)      |
| Азијати           | 13 (0,5%)     | 15 (0,6%)     |
| Хиспаноамериканци | 217 (8,2%)    | 180 (7,1%)    |
| Укупно            | 2.655         | 2.526         |